# Portola
Portola – miasto w Stanach Zjednoczonych, w stanie Kalifornia, w hrabstwie Plumas.